# Knjiga Veja
Knjiga Veja, kitajsko Vej Šu, je klasično kitajsko zgodovinsko besedilo, ki ga je v letih 551 do 554 sestavil Vej Šov. Knjiga je pomembno besedilo, ki opisuje zgodovino Severnega in Vzhodnega Veja od leta 386 do 550. Na splošno velja za uradno in verodostojno izvirno zgodovinsko besedilo za tisto obdobje in je eno od Štiriindvajsetih zgodovin. 

## Izvor in sprejemanje
Dinastijo Severni Vej je leta 386 ustanovil klan Tuoba. Največji dosežek te dinastije je bila združitev severne Kitajske leta 439. Kasnejša notranja nesoglasja so povzročila razkol na Vzhodni in Zahodni Vej. Vzhodna dinastija je bila kratkotrajna. Ustanovljena je bil leta 534 in izpeljala več vojaških pohodov, da bi ponovno združila vzhod in zahod, vendar je bila na vseh neuspešna. Leta 550 je ozemlje prevzel Gao Jang, ki je ustanovil svojo dinastijo in jo poimenoval Severni Či. Vej Šov je poskušal zapisati zgodovino teh dveh dinastij.
Pri sestavljanju knjiga s pomočjo cesarja Severnega Čija je Vej Šov uspel vzdržati pritisk močnih elit, ki so želele, da poveliča sicer sporen izvor njihov prednikov.  Obrekovalci so knjigo naslovili s Hui Šu,  kar se izgovarja skoraj enako kot Vej Šu, vendar pomeni Knjiga umazanije. Z vidika sodobnega bralca je imela knjiga težave, značilne tudi za druga dela v Štiriindvajsetih zgodovinah, saj je preveč hvalila sicer zanimivo dinastijo, v tem primeru Severni Vej. V knjigi je precenjena moč njene predhodne države Dai, ki je bila vazal Zahodnega Džina. Poleg tega je avtor retroaktivno uporabil sinizirane priimke, ki jih je leta 496 uvedel cesar Šjaoven iz Severnega Veja. Bralci so zato težko vedeli dejanska imena zgodovinskih osebnosti. Vej Šova so kritizirali tudi zato, ker je kot uradnik Vzhodnega Veja in njegovega naslednika Severnega Čija na svoje cesarske sezname vključil tudi Šjaodžinga, edinega cesarja Vzhodnega Veja, medtem ko je tri cesarje iz konkurenčne države namerno izpustil. Avtorju se kljub temu pripisuje  uskladitev zelo zmedenih in razdrobljenih poročil o zgodovinskih dogodkih od države Dai do zgodnjega obdobja Severnega Veja in ustvarjanje skladnih poročil o dogodkih. 

## Vsebina
Knjiga Veja sledi obliki prejšnjih standardnih zgodovin. Prvih petnajst knjig so letopisi, ki opisujejo življenja in dogodke v življenjih cesarjev. Prva knjiga se začne z uvodom.

### Letopisi (帝紀)
| #                 | Naslov                        | Prevod                                                                | Komentar |
| ----------------- | ----------------------------- | --------------------------------------------------------------------- | -------- |
| Zvezek 1          | 帝紀第1 序紀                  | Uvod                                                                  |          |
| Zvezek 2          | 帝紀第2 太祖道武帝            | Cesar Daovu (Severni Vej)                                             |          |
| Zvezek 3          | 帝紀第3 太宗明元帝            | Cesar Mingjuan (Severni Vej)                                          |          |
| Zvezek 4 (1. del) | 帝紀第4 世祖太武帝            | Cesar Tajvu (Severni Vej)                                             |          |
| Zvezek 4 (2. del) | 帝紀第4 世祖太武帝 恭宗景穆帝 | Cesar Džingmu                                                         |          |
| Zvezek 5          | 帝紀第5 高宗文成帝            | Cesar Venčeng (Severni Vej)                                           |          |
| Zvezek 6          | 帝紀第6 显祖献文帝            | Cesar Šjanven (Severni Vej)                                           |          |
| Zvezek 7 (1. del) | 帝紀第7 高祖孝文帝            | Cesar Šjaoven (Severni Vej)                                           |          |
| Zvezek 7 (2. del) | 帝紀第7 高祖孝文帝            | Cesar Šjaoven                                                         |          |
| Zvezek 8          | 帝紀第8 世宗宣武帝            | Cesar Šuanvu                                                          |          |
| Zvezek 9          | 帝紀第9 肅宗孝明帝            | Cesar Šjaoming (Severni Vej)                                          |          |
| Zvezek 10         | 帝紀第10 敬宗孝莊帝           | Cesar Šjaodžuang                                                      |          |
| Zvezek 11         | 帝紀第11 前廢帝・後廢帝・出帝 | Cesar Džjemin (Severni Vej), cesar Houfej, cesar Šjaovu (Severni Vej) |          |
| Zvezek 12         | 帝紀第12 孝静帝               | Cesar Šjaodžing (Vzhodni Vej)                                         |          |

Zvezki od 13 do 104 so biografije. Začnejo se z biografijami cesarjev in končajo z biografijami cesaric. Vej Šov v svojem predgovoru  usklajuje kulturno dediščino Šjanbejev  s kulturno dediščino kitajske dinastije Han, pri čemer trdi, da je bil vzpon severnega Veja naročen z nebes in da so Šjanbeji potomci Rumenega cesarja.   Opisi osebnosti iz zgodovinskih korejskih kraljestev Gogurjeo, Baekje, pa tudi Kitana in mnogih drugih zgodovinskih narodnosti, so v zvezkih 95 do 103. 
Vej Šov v svoje delo vključuje opise dialogov med konfucijanci, budisti in daoisti. V Zvezku 69, na primer, dvorni uradnik Pej  Jandžun (umrl 528) opisuje poznavanje tako budizma kot konfucijanstva kot koristno za družbeno upravo.  S to temo je povezan tudi   
Knjiga izvirno vsebuje 114 zvezkov, vendar so nekateri zvezki manjkali v času dinastije Song. Poznejši uredniki so te zvezke rekonstruirali tako, da so vzeli gradivo iz Zgodovine severnih dinastij iz 7. stoletja.